# Советское плато
Сове́тское плато́ — наиболее высокая часть ледникового покрова Восточной Антарктиды, расположено в пределах 75—84° южной широты и 25—105° восточной долготы.

Советское плато (выделено зелёным цветом)

Протяжённость составляет 2000 км, ширина — около 450 км. Высота увеличивается от 3500 м на окраине до 4004 м в центральном районе, где расположены подлёдные горы Гамбурцева. Ледниковый покров имеет мощность от 750 до 3800 м. Среднегодовая температура воздуха ниже −56 °С; 21 июля 1983 года на станции «Восток» была зарегистрирована самая низкая температура на Земле, равная −89,2 °С. В то же время на ледниковом ложе температура держится в районе 0 °C и образуются озёра подо льдом. Самое большое из известных озёр такого рода выявлено в районе станции «Восток». Пионерские исследования плато проведены советскими экспедициями в 1957—1958 годах.